# Родна кућа Аксентија Максимовића
Родна кућа Аксентија Максимовића у Долову, насељеном месту на територији града Панчева, подигнута је у првој половини 19. века и представља непокретно културно добро као споменик културе.
Од свог првобитног изгледа кућа је у потпуности очувала првобитну уличну фасаду, која је вредна пажње. Обрада архитектонских детаља на уличном зиду-троугаони забат са розетом, пиластри унутар простора су лепо обликовани прозори, ставља ову зграду у ред значајнијих достигнућа народног неимарства. Поред ове вредности зграда има и историјски значај јер је у њој рођен композитор Аксентије Максимовић.